# Willie McCovey
Willie Lee McCovey, né le 10 janvier 1938 à Mobile (Alabama) et mort le 31 octobre 2018 à Stanford (Californie), est un joueur de premier but américain dans les ligues majeures de baseball.

## Biographie
Willie McCovey est connu pour avoir frappé plus de 500 coups de circuit dans sa carrière. Il passa 19 saisons avec les Giants de San Francisco.
En 1959, sa première saison, il frappa 0,354 avec 13 coups de circuit, il fut élu la recrue de l'année. En 1969 il frappa 45 coups de circuit et 126 points produits et fut élu le meilleur joueur de la Ligue nationale. Le 30 juin 1978, il frappa son 500e coup de circuit contre les Braves d'Atlanta. Dans sa carrière, il frappa 491 de ses 521 coups de circuit pour les Giants.

## Palmarès
- Élu six fois au match des étoiles
- Mena la ligue en coups de circuit (1963, 1968, 1969)
- Mena la ligue en points produits (1968, 1969)
- Recrue de l'année (1959)
- Meilleur joueur de la Ligue nationale (1969)
- Meilleur joueur du match des étoiles (1969)